# Zemianska Olča
Zemianska Olča je obec na Slovensku v okrese Komárno. Leží dvacet kilometrů od města Komárno. Žije v ní přibližně 2 200 obyvatel. V obci se nachází stejnojmenná železniční stanice ležící na trati Bratislava–Komárno. Do správního území obce zasahuje část chráněného areálu Dropie.

## Rodáci
- Monika Altmaňiová, členka akademie věd